# Schönewörde
Schönewörde település Németországban, azon belül Alsó-Szászország tartományban. Lakosainak száma 897 fő (2023. december 31.). Schönewörde Wittingen és Wahrenholz községekkel határos.

## Népesség
A település népességének változása:
| Lakosok száma | 936  | 893  | 891  | 910  | 915  | 897  |
|               | 2016 | 2017 | 2019 | 2021 | 2022 | 2023 |